# Jossgrund
Jossgrund est une municipalité allemande située dans le land de la Hesse et l'arrondissement de Main-Kinzig.

## Jumelage
- Pfaffenhausen (Allemagne) depuis 1986[1]

## Source, notes et références
- (de) Cet article est partiellement ou en totalité issu de l’article de Wikipédia en allemand intitulé « Jossgrund » (voir la liste des auteurs).

1. ↑  « Partnerschaften » Site web de la commune de Jossgrund, consulté le 24 avril 2017.